# Kia cee'd
Kia cee'd er en lille mellemklassebil fra den sydkoreanske bilfabrikant Kia Motors, som siden december 2006 er blevet bygget i Žilina, Slovakiet. Modelnavnet udtales ligesom det engelske ord "seed".

## Overblik over de enkelte modelserier
- Kia cee'd
12/2006–4/2012
- Kia cee'd_sw
08/2007–4/2012
- Kia pro_cee'd
03/2008–3/2013
- Kia cee'd
4/2012−
- Kia cee'd_sw
9/2012−2017
- Kia pro_cee'd
3/2013–
- Kia Ceed
2018–
- Kia ceed sw
2018–
- Kia Proceed
2018–
- Kia XCeed
2019–